# Epistephium amplexicaule
Epistephium amplexicaule  é uma espécie de orquídea terrestre que existe da Guiana ao Peru onde  habitam campos limpos e cerrados, eventualmente monteses, e areais do litoral. Apresentam flores muito vistosas, entre as mais vistosas de toda subtribo Vanilleae, à qual estão subordinados. Suas flores nascem em sucessão, de racemos terminais, e duram ligeiramente mais que as de Cleistes.
Esta espécie pode ser reconhecida entre os Epistephium por apresentarem caule totalmente ereto, com folhas comparativamente muito grandes e levemente maleáveis, sem raízes aéreas, folhas sésseis, pétalas de até de 45 milímetros de comprimento e até 15 milimetros de largura com extremidade aguçada .
São plantas que raramente sobrevivem ao serem transplantadas devido aos danos sofridos pelas suas raízes e rizomas quebradiços. Plantas para uso comercial necessitam ser produzidas por meio de sementes. São mais indicadas para canteiros do que cultivo em vasos.